# Diachasmimorpha kasparyani
Diachasmimorpha kasparyani är en stekelart som beskrevs av Vladimir Ivanovich Tobias 2000. Diachasmimorpha kasparyani ingår i släktet Diachasmimorpha och familjen bracksteklar. Inga underarter finns listade i Catalogue of Life.